# 스파이시소다
스파이시소다는 대한민국의 음악 그룹이다. 2007년 싱글 앨범 [Spicy Soda]로 데뷔했다.

## 방송
- TOP 밴드 1 (2011)

## 음반
- Spicy SOdA (2007)
- My Love (2008)
- 텅빈거리 (2014)
- 스파이시소다 정규 1집 (2015)

## 수상
- 통영국제음악제 프린지 라이징스타 (2009)